# Kastatomy
Kastatomy – studyjny album polskiej grupy muzycznej K.A.S.T.A., wydany został w 29 listopada 2003 roku nakładem Blend Records. Album składa się z 2 płyt. Nagrania dotarły do 35. miejsca listy OLiS.

## Lista utworów
| CD 1 1. Intro (produkcja: Kut-O) 2. 123 (gościnnie: Kurant, produkcja: Kut-O) 3. Enader (gościnnie: Zexec, produkcja: Kut-O) 4. Gdyby (produkcja: Kut-O) 5. Skit 1 6. Wyniki (produkcja: L.A.) 7. Rzucam (produkcja: Magiera) 8. Sępy (gościnnie: Verte, produkcja: Magiera) 9. Skit 2 10. Internationally Known (gościnnie: Zexec, produkcja: Kut-O) 11. Nowy Ład (produkcja: L.A.) 12. Monolog (produkcja: Kut-O) 13. Skit 3 14. Mystic (gościnnie: Naturel Mystic, produkcja: Kut-O) 15. Mówię (produkcja: L.A.) 16. Outro (produkcja: Magiera) |  | CD 2 1. Test 01 (Ogólne Wskazówki) (produkcja: Kut-O) 2. Raperzy Cwani (gościnnie: Gural, produkcja: Kut-O) 3. Test 02 (Efekt Do Demonstracji Zdolności Odtwarzania Stereofonicznego) (produkcja: Kut-O) 4. Perfect Music (gościnnie: DJ Twister, scratche: Kut-O & DJ Twister, produkcja: Kut-O) 5. Skit (produkcja: Kut-O) 6. Liryczne Kung-fu (gościnnie: Verte, produkcja, scratche: Kut-O) 7. Skit (produkcja: Kut-O) 8. Test 03 (Prawidłowość Fazowa Podłączenia Głośników) (produkcja: Kut-O) 9. Analog Blues (produkcja: Kut-O) 10. Skit (produkcja: Kut-O) 11. Hustla (gościnnie: Gane Point, produkcja: Kut-O) 12. Test 04 (Porównanie Barwy Dźwięków Odtwarzanych W Różnych Kanałach) (produkcja: Kut-O) 13. Nothing Goes By The Money (produkcja: Kut-O) 14. Skit (produkcja: Kut-O) 15. Test 05 (Sygnały Kontrolne) (produkcja: Kut-O) 16. Test 06 (Przykłady Nagrań Stereofonicznych) (produkcja: Kut-O) 17. Full Contact (gościnnie: Questablist, produkcja: Kut-O, scratche: Questablist) 18. Skit (produkcja: Kut-O) 19. Analog Jazz (produkcja, scratche: Kut-O) |